# Trine Dyrholm
Trine Dyrholm, née le 15 avril 1972 à Odense, est une actrice, chanteuse et auteure-compositrice danoise.

## Biographie
Trine Dyrholm commence sa carrière artistique dans le domaine de la musique. Elle enregistre un premier album à 14 ans et se classe troisième au Dansk Melodi Grand Prix. Elle se produit régulièrement en concert. À sa majorité, elle entame des études à la Statens Teaterskole (École nationale de théâtre du Danemark), une grande école danoise qui enseigne le théâtre et la danse.
En 1990, elle tourne son premier film intitulé Springflod. Elle obtint le premier Prix du Bodil, la première et plus ancienne récompense cinématographique danoise. L'actrice enchaine les téléfilms pour la télévision danoise. Elle décrochera quatre fois le prix de la meilleure actrice, une fois celui du meilleur second rôle féminin et trois récompenses Robert.
En 1998, elle tourne un film important pour sa carrière, Festen de Thomas Vinterberg avec les acteurs Thomas Bo Larsen et Ulrich Thomsen. Impressionné par son jeu dans Festen, le réalisateur Erik Poppe l’engage pour jouer une mère persuadée que son fils a été assassiné dans En eaux troubles (2008).
En 2011, elle forme avec Mikael Persbrandt un couple séparé, dans le film Revenge de Susanne Bier qui remporte d'ailleurs l'Oscar du meilleur film en langue étrangère.
En 2012, la réalisatrice Susanne Bier lui propose une nouvelle collaboration pour une comédie romantique Love is all you need. Elle participe à cette romance aux côtés de Pierce Brosnan. Elle est ensuite Juliane Marie, la reine douairière, dans le film Royal Affair, qui unit Mads Mikkelsen et Alicia Vikander, respectivement médecin et épouse du roi du Danemark Christian VII.
En 2014, elle est membre du jury du 64e Festival de Berlin.
Elle remporte l'Ours d'argent de la meilleure actrice à la Berlinale 2016 pour son rôle dans La Communauté.
En 2017, elle interprète Christa Päffgen, dite Nico, dans le film Nico, 1988 sur les deux dernières années de la chanteuse.
En 2018, elle est membre du jury du 75e Festival de Venise, sous la présidence de Guillermo Del Toro. Elle y retrouve le comédien Christoph Waltz, rencontré lors de la Berlinale 2014, où tous deux étaient membres du jury.

## Vie personnelle
Elle est la compagne du réalisateur danois Niclas Bendixen, avec qui elle a eu un fils : Aksel Bendixen.

## Filmographie

### Au cinéma
- 1990 : Springflod : Pauline
- 1990 : Casanova : Gurli
- 1996 : Skyernes skygge rammer mig : Lis
- 1996 : Les Héros (De nye lejere) de Thomas Vinterberg : Irene
- 1996 : De største helte : Pernille
- 1998 : Kys, kærlighed og kroner : Katja
- 1998 : Festen de Thomas Vinterberg : Pia
- 1999 : Indian : April
- 1999 : I Kina spiser de hunde : Hanne
- 2001 : P.O.V. : Kamilla
- 2002 : Bungalow d'Ulrich Köhler : Lene
- 2002 : Okay : Trisse
- 2003 : Tvilling : Julie
- 2004 : In Your Hands (Forbrydelser) d'Annette K. Olesen : Kate
- 2005 : Den store dag : Signe
- 2005 : Fluerne på væggen : My Larsen
- 2006 : Soap (En soap) de Pernille Fischer Christensen : Charlotte
- 2006 : Sophie : Sophie
- 2006 : Istedgade : Sofie
- 2006 : Under bæltestedet
- 2006 : Der var engang en dreng - som fik en lillesøster med vinger : Pancake Lady
- 2007 : Daisy Diamond de Simon Staho (en) : Eva
- 2007 : Fremkaldt : Rikke
- 2008 : Dansen : Annika
- 2008 : Barry, le roi du disco (Disco ormene) de Thomas Borch Nielsen et Tonni Zinck : Gloria (voix)
- 2008 : En eaux troubles (De usynlige) d'Erik Poppe : Agnes
- 2008 : Lille soldat d'Annette K. Olesen : Lotte
- 2010 : Revenge (Hævnen) de Susanne Bier : Marianne
- 2011 : Værelse 304 (en) de Birgitte Stærmose : Helene
- 2012 : Royal Affair (En kongelig affære) de Nikolaj Arcel : Juliane Marie
- 2012 : Love Is All You Need (Den skaldede frisør) de Susanne Bier : Ida
- 2013 : 3096 (3096 Tage) de Sherry Hormann : la mère de Natascha
- 2013 : Skytten (en) d'Annette K. Olesen : Mia Moesgaard
- 2014 : Someone You Love (En du elsker) de Pernille Fischer Christensen : Molly Moe
- 2014 : The Cut de Fatih Akin : Orphanage Headmistress
- 2014 : Who Am I: Kein System ist sicher de Baran bo Odar : Hanne Lindberg
- 2015 : Lang historie kort (da) de May el-Toukhy : Anette
- 2016 : La Communauté (Kollektivet) de Thomas Vinterberg : Anna
- 2017 : Du forsvinder (en) de Peter Schønau Fog
- 2017 : Nico, 1988 de Susanna Nicchiarelli : Nico
- 2019 : Dronningen de May el-Toukhy : Ann
- 2023 : Birthday Girl de Michael Noer : Nanna
- 2024 : The Girl with the Needle de Magnus von Horn : Dagmar

### À la télévision
- 2014-2017 : Les Héritiers : Gro Grønnegaard
- 2019 : Bauhaus - Un temps nouveau : Stine Branderup
- 2019 : Face to Face
- 2019 : Brecht, téléfilm biographique en deux parties de Heinrich Breloer : Ruth Berlau
- 2024 : Rematch de Yan England : Klara Kasparova
- 2024 : Mary and George : Anne de Danemark

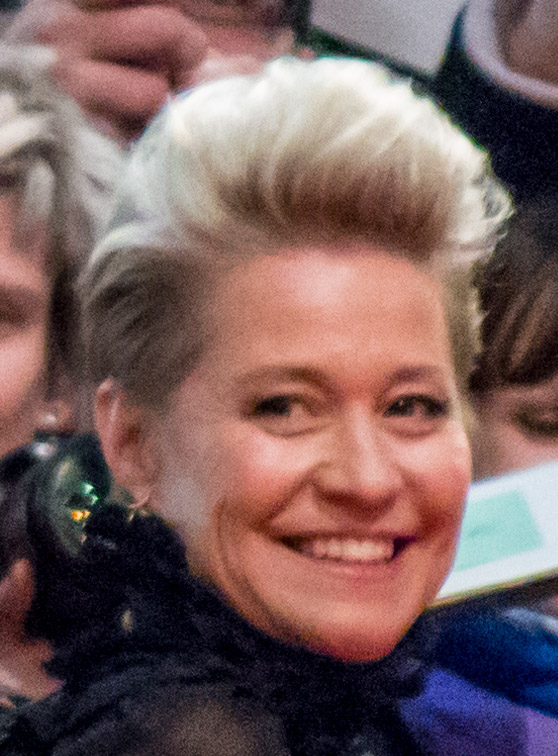
Trine Dyrholm à la Berlinale 2014.

## Distinctions
- Robert de la meilleure actrice dans un second rôle 2005 pour In Your Hands (Forbrydelser)
- Robert de la meilleure actrice pour Soap
- Robert de la meilleure actrice pour Revenge
- Robert de la meilleure actrice pour Love Is All You Need
- Robert de la meilleure actrice dans un second rôle 2016 pour Lang historie kort
- Bodil de la meilleure actrice dans un second rôle pour In Your Hands (Forbrydelser)
- Berlinale 2016 : Ours d'argent de la meilleure actrice pour The Commune (La Communauté)